# Donat Makijonek
Donat Makijonek (né le 19 mai 1890 à Dambovka Empire de Russie - mort le 18 juin 1941 à Auschwitz) est un pilote chasse polonais, as, de l'Armée de l'air impériale russe de la Première Guerre mondiale, titulaire de 5 victoires homologuées.

## Biographie

### Jeunesse
Donat Makijonek est né le 19 mai 1890 dans une famille polonaise à Dambovka dans le Gouvernement de Vitebsk. En 1906 il sort de l'école technique professionnelle de Vitebsk. Le 7 novembre 1911 il est appelé sous les drapeaux. Il commence son service militaire au 97e régiment d'infanterie puis il est transféré à l'Armée de l'air impériale russe dont on prévoit un considérable agrandissement l'année suivante. Le 4 avril 1912 il est affecté au 3e Corps Aérien, au mois de juin il est envoyé à l'école de l'Armée de l'Air à Sebastopol pour devenir mécanicien. À l'époque l'Armée de l'Air russe ne trouve pas suffisamment d'officiers pour en faire des pilotes, par conséquent elle ouvre ses portes à des hommes du rang. Après avoir fait la demande, Makijonek est accepté pour la formation des pilotes. Il s'entraîne sur Nieuport IV et obtient son brevet de pilote le 7 mars 1914. Le 17 mai il est promu au grade d'appointé, le 1er juin il est élevé au rang de caporal et le 27 juin il est fait sergent.

### Première Guerre mondiale
Au début des hostilités le 3e Corps Aérien est transféré en Prusse orientale. Makijonek pilote alors un Nieuport IV avec lequel il effectue des missions de reconnaissance. Le 21 août 1914 il achemine par voie aérienne des ordres de la plus haute importance venant du quartier général destinés au général de cavalerie Huseyn Khan Nakhchivanski. Cette tâche vaut au jeune aviateur la Croix de Saint-Georges de 4e classe. En septembre son unité est rééquipée de Morane-Saulnier Type L, Makijonek est envoyé s'entraîner sur le nouvel appareil et rejoint son escadrille le 19 novembre.
Le 27 avril 1915 son Morane-Saulnier G est touché par l'artillerie antiaérienne, une balle atteint le moteur, celui s'arrette. Makijonek met son avion en vol plané, traverse la ligne de front et parvient à se poser près de lignes russes au bord de la rivière Nida. Après l’atterrissage forcé il sort l'observateur de l'épave, les aviateurs se mettent à l'abri dans une tranchée avant que la pluie d'éclats d'obus ne s'abat sur leur avion. Le lendemain Makijonek est décoré de la Croix de Saint-Georges de 3e classe.
Le 16 juin 1915 Makijonek avec son observateur aperçoivent les préparatifs de l'offensive ennemie dans les environs de Sandomierz et la construction d'un pont au-dessus de la rivière San pour mener une attaque sur le territoire russe. Après avoir envoyé un rapport au QG, il est promu au grade d'adjudant (подпрапорщик) et reçoit la Croix de Saint-Georges de 2e classe. Pour ses missions de combat durant l'été, il est élevé au grade d'aspirant (прапорщик) le 4 octobre 1915.
Début 1916 il demande son transfert dans l'aviation de chasse. Demande acceptée, Makijonek est envoyé à l'École de l'Aviation à Odessa et s'entraîne sur Nieuport 11s. Il termine son entraînement le 12 août et accède au grade d'officier, sous-lieutenant (подпоручик). En décembre 1916 il est affecté au 7e Aviatsionniy Otryad Istrebitlei (7e détachement d'aviation de chasse) stationné à Tarnopol et commandé par Ivan Orlov. Makijonek prend part à plusieurs combats aériens en février 1917, mais sans succès. Il se rend compte qu'un ailier expérimenté augmenterait ses chances et se lie d'amitié avec l'as Vassili Iantchenko.
Makijonek remporte sa première victoire le 7 mars 1917. Le 13 avril il abat deux Hansa-Brandenburg C.I, trois jours plus tard il inscrit une autre victoire à son tableau de chasse et le 29 juin il détruit un biplace. Le 6 et le 11 juillet, près de Berejany il abat deux avions . Le 5 août il remporte sa dernière victoire confirmée, pendant ce combat il est grièvement blessé. Évacué à l'hôpital de Sébastopol, il est promu lieutenant (поручик) le 27 septembre. Début 1918 il fait la demande de joindre le 1er Corps Polonais. Le 18 janvier il se pose avec son mécanicien à Kamianets-Podilskyï. Il quitte l'Armée de l'air impériale russe avec près de 600 missions de combat.

### Au service de la Pologne
Makijonek aide à organiser le 1er détachement aérien polonais et en devient le commandant adjoint. En 1919 il fait partie de la commission qui choisit les usines Plage i Laśkiewicz pour y construire sous licence les appareils Ansaldo. Pendant la Guerre soviéto-polonaise il commande la 3e escadrille de reconnaissance. En 1921 il devient commandant de l'École de l'Armée de l'Air à Bydgoszcz. En raison de mauvais état de santé il est envoyé à la réserve.
Pendant la Seconde Guerre mondiale il est arrêté et déporté au camp de concentration d'Auschwitz le 24 mai 1941. La date et les circonstances exactes de sa mort restent inconnus.

## Promotions militaires
| appointé (ефрейтор) le 17 mai 1914                          |
| caporal (унтер-офицер) le 1er juin 1914                     |
| sergent (старший унтер-офицер) le 27 juin 1914              |
| adjudant (подпрапорщик) le 19 juin 1915                     |
| aspirant (прапорщик) le 4 octobre 1915                      |
| sous-lieutenant (подпоручик) le 12 août 1916                |
| lieutenant (поручик) le 27 septembre 1916                   |
| capitaine d'état-major (штабс-капитан) le 27 septembre 1917 |
| commandant (major) le 17 décembre 1924 (Armée polonaise)    |

## Décorations
- Ordre militaire de Virtuti Militari[4]
- Croix de la Valeur polonaise[5]
- Ordre impérial et militaire de Saint-Georges
- Ordre de Saint-Vladimir
- Ordre de Sainte-Anne
- Ordre de Saint-Stanislas (Russie impériale)[6]
- Médaille interalliée 1914-1918[7]
- Ordre de l'Aigle blanc (Serbie)[8]
- Croix de l'Indépendance